# Edward D. Swift
Edward D. Swift (24 december 1870 - Buffalo,  25 september 1935) was een Amerikaans astronoom. Hij was de zoon van astronoom Lewis A. Swift. 
Zijn vader ontdekte talrijke kometen en Edward volgde in zijn voetsporen toen hij in 1894 medeontdekker werd van de komeet 54P/de Vico-Swift-NEAT.

## Deepskyobjecten in de New General Catalogue, ontdekt door E. D. Swift
NGC 851, NGC 684 (herontdekking), NGC 1009, NGC 2128, NGC 2523, NGC 4544, NGC 4633, NGC 4969-1, NGC 4969-2, NGC 5309, NGC 5502, NGC 6091, NGC 6288, NGC 6289, NGC 6382, NGC 6395, NGC 6418, NGC 6457, NGC 6532, NGC 6536, NGC 6585, NGC 6621, NGC 6663, NGC 6666, NGC 6685, NGC 6686, NGC 6825.